# قناة بيراميدز
قناة بيراميدز (بالإنجليزية: Pyramids FC TV)‏ هي قناة تابعة لنادي نادي بيراميدز كانت تبث على النايل سات بجودة HD و SD. مالك القناة تركي آل الشيخ وهي ثالث قناة لنادي في مصر بعد قناة الأهلي وقناة وادي دجلة التي أُغلقت.

## إغلاق القناة
تسبب هجوم جماهير الأهلي المصري على مالك نادي بيراميدز تركي آل الشيخ في 24 سبتمبر 2018 في إعلان آل الشيخ بعدها بيوم واحد إنهاء تجربة استثماره في مصر وبالتالي إنهاء نادي بيراميدز وقناته وبيع عقود لاعبيه. حيث توقفت القناة بالكامل في 2 أكتوبر من نفس العام بعد أن أوقف مجلس تنظيم الإعلام المصري الأعلى مذيعها مدحت شلبي لمخالفات في حلقتين من برنامج مساء بيراميدز الذي يبث على القناة.

## الحقوق
- قناة برشلونة.
- يوفنتوس تي في.[6]
- جميع مباريات نادي برشلونة بعد مرور 24 ساعة من المباراة.
- جميع مباريات يوفنتوس بعد مرور 24 ساعة من المباراة.
- مباريات نادي بيراميدز في الدوري المصري الممتاز.
- 10 مباريات مختارة من الدوري المصري الممتاز غير مباريات نادي بيراميدز.
- 4 مباريات مختارة من مباريات الأهلي في الدوري المصري الممتاز غير مباريات المختارة.[7]
- مباريات نادي بيراميدز في كأس مصر.
- 5 مباريات مختارة من كأس مصر غير مباريات نادي بيراميدز.
- كأس السوبر الإماراتي.
- مباريات نادي بيراميدز الودية.
- مباريات ودية لفرق عالمية

## قنوات الأندية الأوربية
تذيع القناة كل يوم 3 ساعات من قنوات الأندية الأوربية التي تملك حقوقة (برشلونة ويوفنتوس) وتذيع كل مايخص بالنادي من أخبار وتمارين ومباريات وتقرير بالإضافة إلى المباريات القديمة للنادي وملخصات مباريات الفئات السنية ومباريات السيدات .
الإذاعة كل يوم على الساعة 1 صباحا.
والإعادة على الساعة 3 عصرا.

## مقدمي البرامج
- مدحت شلبي
- أحمد عفيفي
- خالد الغندور
- إبراهيم فايق
- محمد الليثي
- أحمد حسام

## المحللين
- ميدو
- رضا عبد العال
- إبراهيم سعيد
- خالد بيومي
- سيد معوض
- أشرف قاسم
- علي ماهر
- حسام البدري
- حسام حسن
- إبراهيم حسن
- تامر بدوي
- خالد طلعت

## البرامج
- مساء بيراميدز مع مدحت شلبي من السبت الي الخميس 11 مساء.[8]

- باصي لعفيفي تقديم احمد عفيفي يوم الجمعة الساعة 11 مساء.[9]

- الكورة * ملعبك تقديم خالد الغندور يوم الأربعاء الي الجمعة 8 مساء.
- سوبر SUPER:تقديم إبراهيم فايق من السبت الي الثلاثاء 8 مساء.[10]
- ضربة حرة:تقديم محمد الليثي من السبت الي الثلاثاء 6 مساء.

## تردد قناة بيراميدز[11]
تردد قناه بيراميدز علي القمر الصناعي نايل سات
- 12015 رأسى V معدل ترميز 27500 معامل تصحيح الخطأ 5/6 بجودة SD.
- 11334 أفقي H معدل ترميز 27500 معامل تصحيح الخطأ 5/6 بجودة HD.

## المعلقين
- فهد العتيبي
- بلال علام
- محمد السباعي

## المحللين اجانب ضيوف في القناة
- مايكل أوين
- روبي كين
- رونالدينيو
- روبرتو كارلوس
- جون تيري
- جيرمان جيناس

## المراسلين
- عبدالرحمن مجدي
- أحمد المصري